# Irene Kitchings
Irene Kitchings (* 1908 in Marietta (Ohio) als Irene Armstrong; † 1975) war eine afroamerikanische Jazzpianistin, Bandleaderin und Komponistin. Ihre Songs wurden durch die Interpretation von Billie Holiday bekannt.

## Leben und Wirken
Kitchings hatte Unterricht bei ihrer Mutter, einer Klavierlehrerin. Mit dreizehn Jahren zog sie nach Detroit, mit 18 Jahren sie zur Zeit der Prohibition nach Chicago, wo sie ab Mitte der 1920er Jahre als Solo-Pianistin für Aufsehen sorgte. Sie gründete eigene Jazzbands, zu denen Musiker wie Budd Johnson gehörten. Der Banjospieler Ikey Robinson erinnerte sich an sie als seine Lieblingspianistin: „Sie hatte den schweren Anschlag wie ein Mann.“ Al Capone war ein Fan von ihr; sie spielte mit ihrer Band in dessen Mafia-Club The Vogue, bis dieser polizeilich geschlossen wurde. Mit Kathryn Perry und Eloise Bentett gründete sie dann das Trio Three Classy Misses, mit dem sie im Sunset und im Café de Paris auftrat.
Nach einer ersten Ehe mit dem Trompeter Joe Eadey, heiratete sie 1931 den Pianokollegen Teddy Wilson. Im neuen Vogue trat sie wiederum mit eigener Band auf; auch spielte sie 1933 auf der Weltausstellung. Mit Wilson zog sie kurz darauf nach New York; für sie bedeutete der Ortswechsel den Ausstieg aus dem aktiven Musikleben: „Teds Karriere lag mir mehr am Herzen als meine.“
Nachdem die Ehe in die Brüche gegangen war, lernte sie durch ihre Freundschaft mit Billie Holiday den Songtexter Arthur Herzog Jr. kennen. Mit ihm zusammen schrieb sie bis 1940 fast ein Dutzend Songs, die zumeist Billie Holiday mit ihrem Orchester aufnahm. Ihre Songs
„Some Other Spring“ (1939), „Ghost of Yesterday“ (1940) und „I’m Pulling Through“ (1940) wurden zu Jazzstandards. Insgesamt schrieb Kitchings mehr als 140 Songs.
In den 1940er Jahren zog sie nach Cleveland, wo sie Elden Kitchings heiratete. Sie litt an einer Augenkrankheit. Ihre musikalischen Aktivitäten beschränkten sich in späteren Jahren auf das Orgelspiel und Singen in ihrer Gemeinde.